# Marie Høeg
Marie Høeg (15. dubna 1866, Langesund – 22. února 1949 Oslo) byla norská fotografka a sufražetka. Její publikovaná práce byla tradiční, zatímco její soukromé fotografie, včetně obrazů a vytvořených s její partnerkou Bolette Berg, zpochybňovala rodové myšlenky. Byla zakladatelkou Diskusní asociace v Hortenu, která je dodnes aktivní. Høeg také založila v Hortenu pobočku Národní asociace pro právo žen na hlasování, Radu žen Hortenu a Asociace pro léčbu tuberkulózy v Hortenu.

## Životopis
Høeg se narodila v Langesundu dne 15. dubna 1866. Fotografii studovala v Breviku a učňovskou školu dokončila v roce 1890.
Od roku 1890 do roku 1895 žila ve Finsku, kde pracovala jako fotografka v Ekenäsu a Hanku. Zde ji velmi ovlivnilo finské hnutí za práva žen.
Høeg se přestěhovala z Finska do Hortenu v roce 1895 společně s Bolettou Berg. Berg byla o pět let mladší než Høeg a studovala fotografii, pravděpodobně během pobytu ve Finsku. Høeg a Berg založily a provozovaly vlastní fotografické studio, které se jmenovalo Berg & Høeg. Høeg využívala své studio nejen pro fotografii, ale také jako místo setkávání žen se zájmem o feminismus a ženské volební právo.

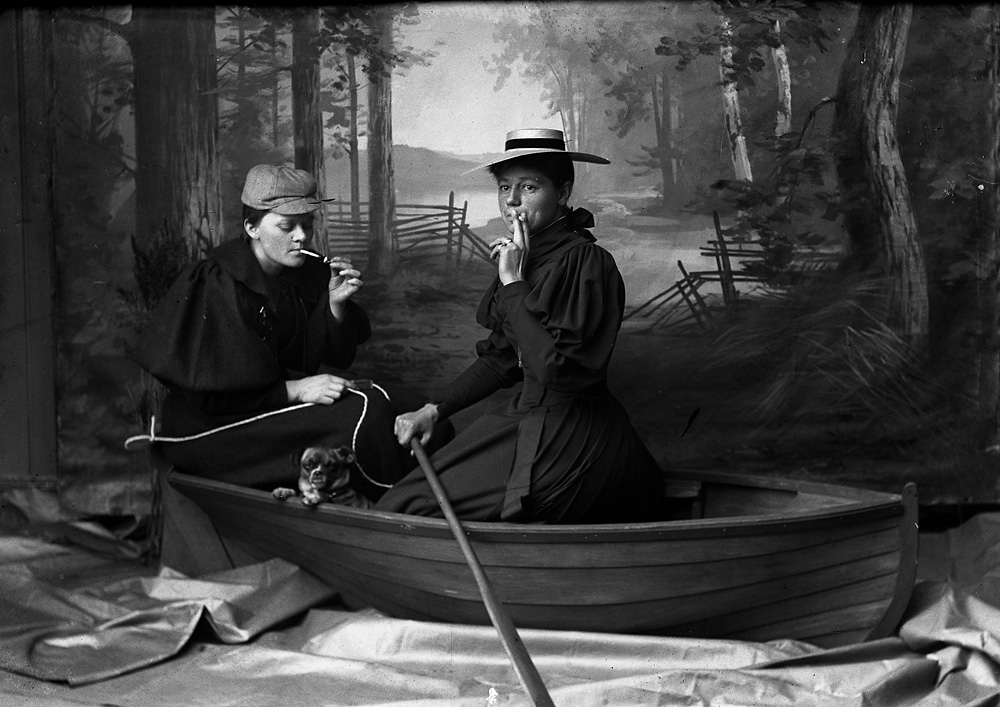
Høeg a její partnerka Bolette Berg na jedné ze svých vlastních fotografií

Høeg a Berg se přestěhovaly do Kristianie (dnešního Osla) v roce 1903 a pokračovaly v práci profesionálních fotografek, většinou vyráběly scénické a portrétní pohlednice.
Obě společně založily vydavatelskou společnost Berg og Høghs Kunstforlag A. S., která vydávala knihy jako byl například třídílný Norske Kvinder, který se týkal tématu historie norských žen.
Stala se součástí rostoucího počtu norských fotografek, které v Norsku zakládaly fotografická studia. Růst byl umožněn změnou zákona v roce 1866, která umožnila ženám podnikat. Encyklopedie fotografie devatenáctého století novou skupinou fotografek pohrdá, ale o několika se zmiňuje. Mezi další patří Louise Abel v Christianii, Louise Wold v Holmestrandu a Agnes Nyblin, Augusta Solberg a Hulda Marie Bentzen v Bergenu.
Marie Høeg zemřela v Oslu 22. února 1949.
Mnoho jejích skleněných negativů bylo objeveno po její smrti v 80. letech uvnitř stodoly. Stodola byla ve vlastnictví farmy, kde Berg a Høeg bydlely na konci svého života. Série negativů v krabici označené jako „soukromé“ obsahovala fotografie Berg a Høeg oblečené v pánských šatech, během kouření doutníků a nošení knírů. Těchto 440 skleněných negativů je nyní ve sbírce Muzea Preus.

## Galerie

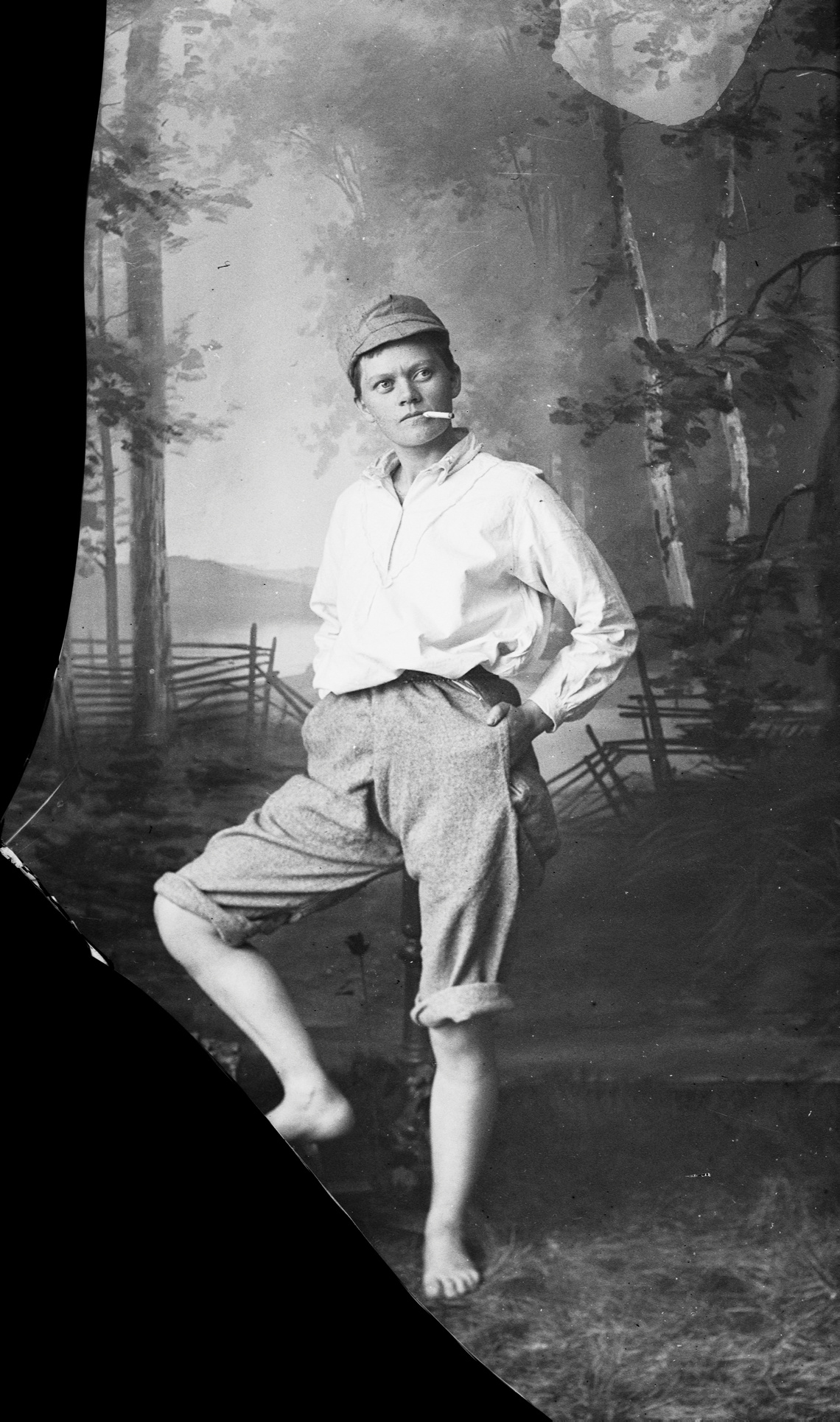
Marie Hoeg jako mladý chlapec s cigaretou, asi 1895–1903.
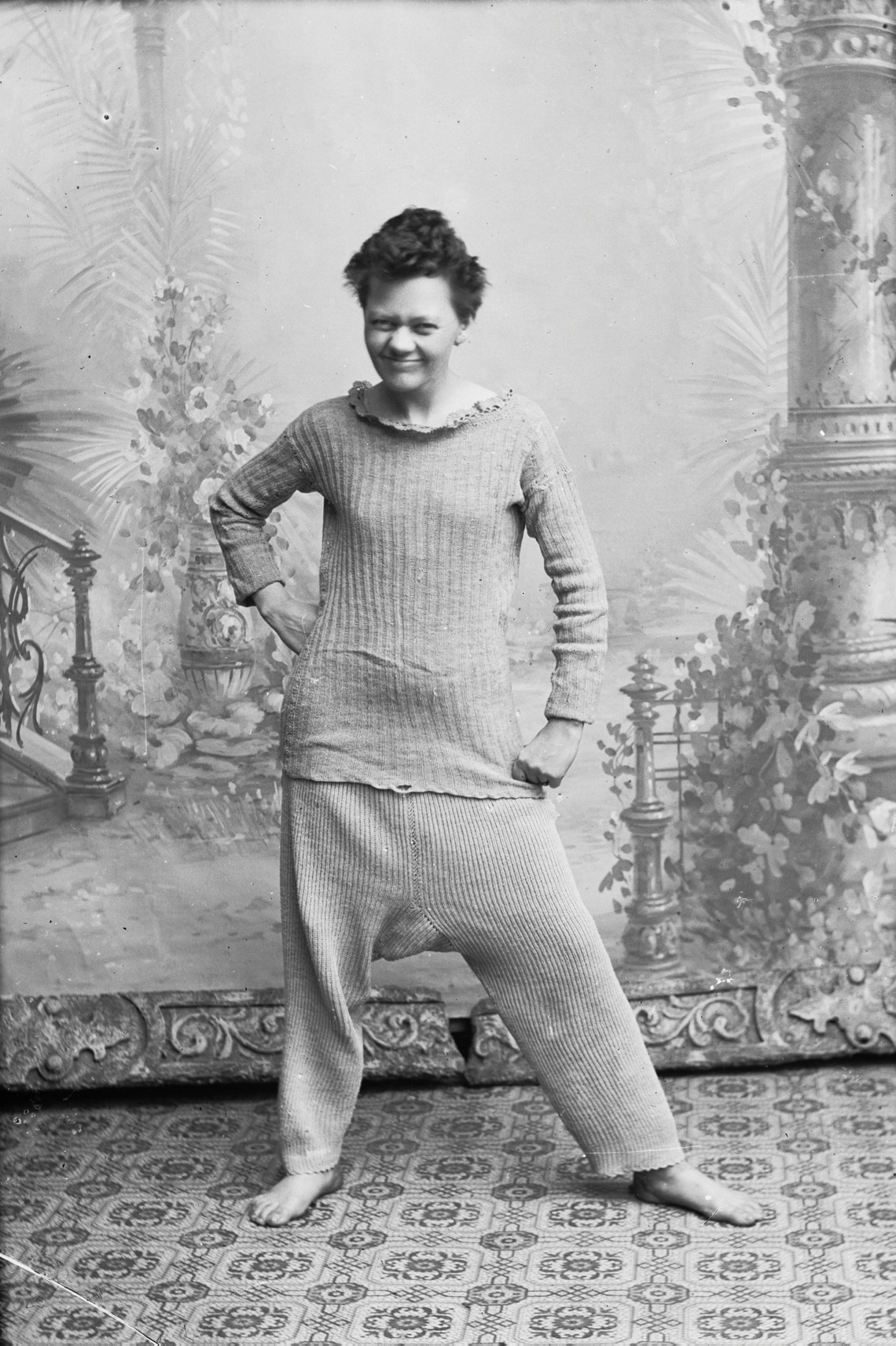
Marie Hoeg ležérně pózuje ve svém vlněném prádle a před kamerou vypadá sebevědomě. Fotografuje zřejmě její společnice Bolette Berg
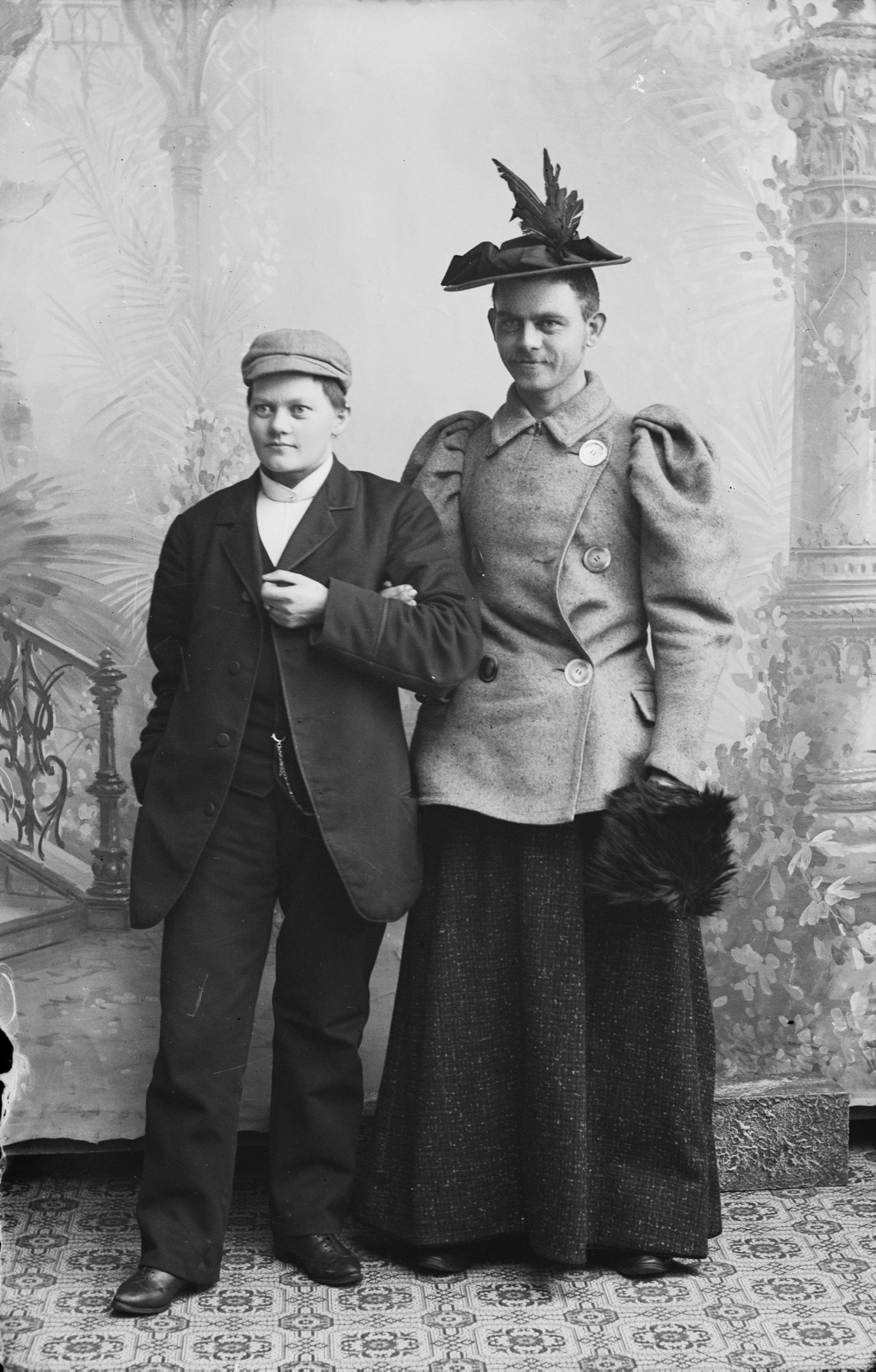
Marie Hoeg pózuje s neznámým mužem ve studiu. Foto- Berg & Hoeg, asi 1895–1903.
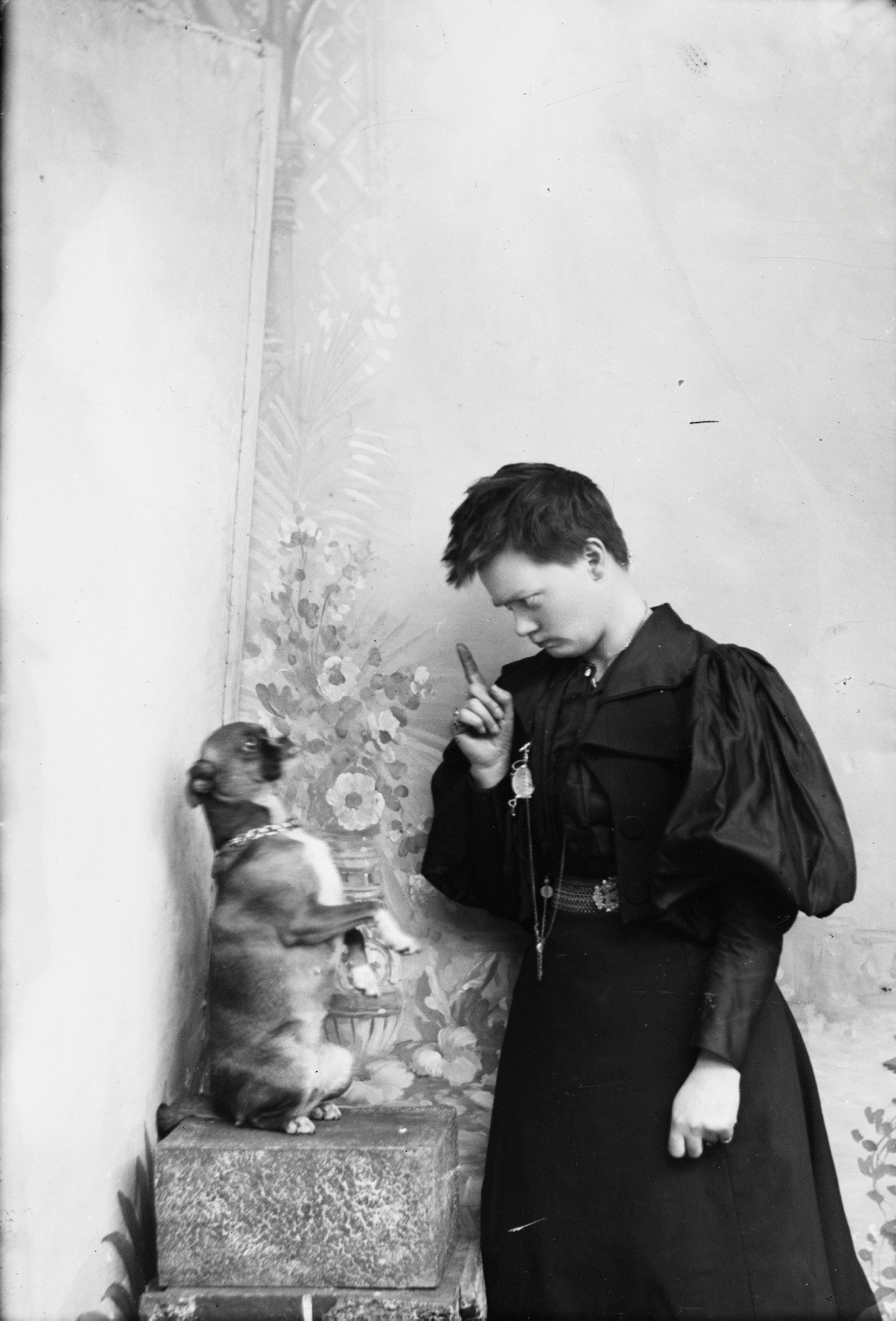
Marie Hoeg vztyčuje ukazováček na psa jménem Tuss, asi 1895–1903
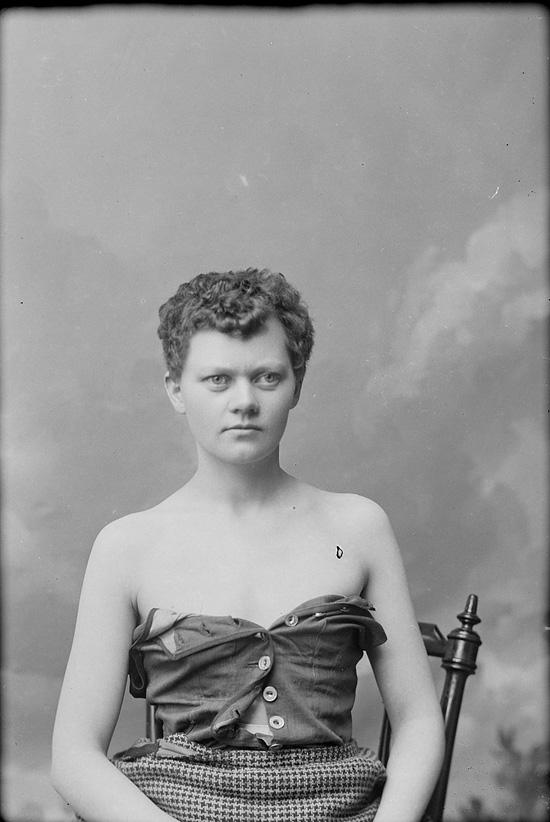
Marie Høeg v kostýmu s odhalenými rameny
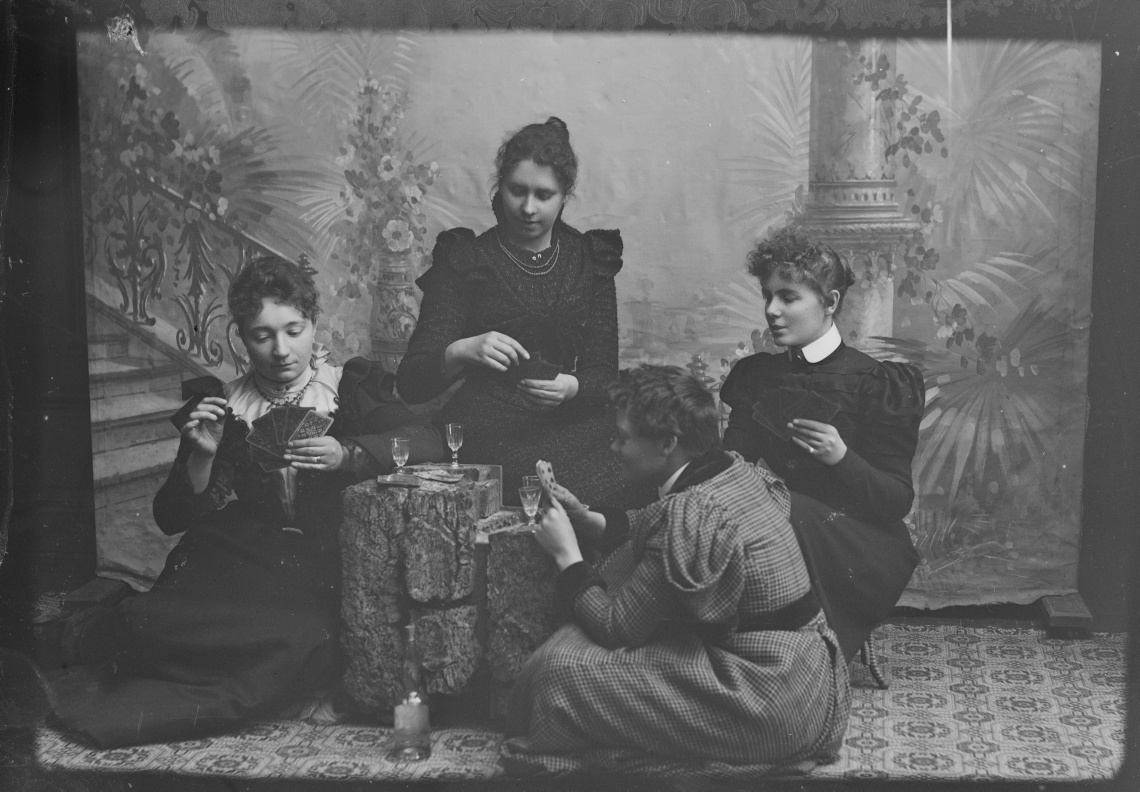
Sedí na podlaze, pijí a hrají karty, dělají věci, které by „milé dívky“ dělat neměly, je to projev svobody, asi 1895–1903